# Frans De Coninck
Franciscus Josephus (Frans of François) De Coninck (Mortsel, 8 juni 1865 – Kontich, 19 juli 1937) was een Belgisch notaris en politicus voor het Katholiek Verbond van België.

## Levensloop
De Coninck was aanvankelijk deurwaarder van beroep, van 1926 tot 1933 was hij notaris.
In 1921 werd hij aangesteld als schepen te Kontich. Na het overlijden van Karel Schroyens werd hij op 6 december 1929 aangesteld als burgemeester van deze gemeente. Zijn inhuldiging als burgemeester vond plaats op 5 januari 1930, een mandaat dat hij uitoefende tot 1936. Hij werd opgevolgd door Edward Geerts.
Hij kreeg een laatste rustplaats op de begraafplaats van Kontich.